# تشارلز ك. إيستمان
تشارلز ك. إيستمان (بالإنجليزية: Charles K. Eastman)‏ هو كاتب سيناريو أمريكي، ولد في 18 سبتمبر 1929 في لوس أنجلوس في الولايات المتحدة، وتوفي في 3 يوليو 2009 في كولفر سيتي في الولايات المتحدة.

## وصلات خارجية
- تشارلز ك. إيستمان على موقع IMDb (الإنجليزية)
- تشارلز ك. إيستمان على موقع قاعدة بيانات الفيلم (الإنجليزية)